# 三信建設工業
三信建設工業株式会社（さんしんけんせつこうぎょう、英語: SANSHIN CORPORATION）は、東京都台東区の建設会社である。

## 沿革
- 1956年 - 新宿区にて創業。
- 1960年 - 千代田区へ本社移転。
- 1961年 - 資本金2千万円に増資。
- 1974年 - 資本金1億円に増資。
- 1979年 - 資本金3億円に増資。
- 1981年 - 資本金5億円に増資。
- 2009年 - 台東区へ本社移転。
- 2013年 - JASDAQに上場。
- 2018年8月 - 株式会社アクティオホールディングスが株式公開買付けにより、議決権所有割合ベースで95.93%の株式を取得[2]。
- 2018年9月 - JASDAQ上場廃止。株式売渡請求によりアクティオホールディングスの完全子会社となる[3]。